# 3994 Ayashi
3994 Ayashi este un asteroid din centura principală, descoperit pe 2 decembrie 1988 de Masahiro Koishikawa.